# Григоров, Григорий Исаевич
Григорий (Гершеле) Исаевич Григоров (Монастырский) (1900, Стародуб — 1994, Израиль) — партийный деятель, политический заключенный в СССР, мемуарист.

## Биография
Родился в деревне Стародуб Черниговской губернии в крестьянской семье.
В годы гражданской войны принимал участие в боях на Украине, вступил в РКП(б). В 19 лет, будучи политруком красноармейской дивизии, при выполнении задания в тылу был схвачен белыми, подвергнут пыткам и брошен в камеру смертников Екатеринославской тюрьмы, откуда в числе всех прочих заключённых был освобождён махновцами. 
В начале 1920-х гг. учился в Институте красной профессуры (Москва), где защитил диссертацию о Спинозе. Оставил такие научные труды, как «Материалистическое толкование истории», «Априоризм Канта», «Эволюция молодого Маркса», «Свобода и необходимость в философской системе Спинозы».
Участвовал в оппозиционной деятельности, хотя и не разделял целиком позиции Троцкого и других внутрипартийных оппозиционеров. Григоров не считал себя троцкистом или ленинцем, однако он с большей симпатией вспоминал о крайне левых течениях внутри партии. 
Подвергался арестам и ссылкам. Поначалу, несмотря на высылки из Москвы, продолжал публиковаться (его книга «Старый и новый быт» в 1926 году вышла с предисловием А. В. Луначарского), однако когда его арестовали в 1928 году, Григоров прошёл через Лубянку, Бутырскую тюрьму и Сибирь. 
После досрочного освобождения в 1930 году в Ленинграде читал лекции по философии в аспирантуре Сельскохозяйственной академии и Педагогическом институте им. Герцена, руководил философским семинаром в Союзе композиторов и драматургов, написал две статьи для журнала «Новый мир»: «Гегельянство Белинского» и «Фейербахианство Добролюбова». В декабре 1934 года вновь арестован с женой Диной; её освободили в начале 1939 года, его - в конце того же года. 
Участник Великой Отечественной войны, провёл 2,5 года в финском плену.
После войны вновь подвергся репрессиям, до 1955 года находился в заключении в лагерях. Затем жил под надзором МГБ. В 1965 году был реабилитирован. В 1989 переехал в Израиль.

## Мемуарист
В 1965 г. начал работу над мемуарами. Первая часть была издана в Москве в 2005 г., вторая и третья — родственниками Григорова в Израиле в 2007 и 2010 г. Издания имеют различия в литературной обработке, но не подвергались научной редактуре.
Григоров оставил одни из самых ярких воспоминаний о событиях советской истории, которым он давал свою (часто философскую) трактовку. Автор был одним из немногих оппозиционеров, которые пережили политические репрессии в СССР и оставили воспоминания (И. М. Павлов, И. А. Абрамович, А. И. Боярчиков, М. Байтальский).
Есть основания усомниться в точности и правдивости отдельных воспоминаний. Так, Григоров приводит диалог с Троцким в 1927 г., из которого следует, что Троцкий якобы признал наличие государственного капитализма в СССР, чего в действительности не было.

## Произведения
- Григоров Г. И. Старый и новый быт / Г. Григоров и С. Шкотов; с предисловием А. В. Луначарского. — М.; Л.: Молодая гвардия, 1927.
- Григоров Г. И. Повороты судьбы и произвол : Воспоминания, 1905—1927 годы. — М. : ОГИ, 2005. — 536 с. — (Серия «Частный архив»).
  - Григоров Г. И. Махно // Григоров Г. И. Повороты судьбы и произвол : Воспоминания, 1905—1927 годы. — М. : ОГИ, 2005.